# Pałac w Duniłowiczach
Pałac Tyszkiewiczów w Duniłowiczach – pałac (dwór) w Duniłowiczach na Białorusi, wchodzący w skład zespołu dworsko-parkowego. Zniszczony podczas I wojny światowej i nie odbudowany.

## Historia
Pałac wzniesiono w XVIII w. Ostatnim właścicielem był hrabia Józef Tyszkiewicz, największy właściciel ziemski w regionie (1064 dziesięciny ziemi). 7 lutego 1916 roku przy pałacu odbył się przegląd wojsk rosyjskich. Pałac został zniszczony podczas I wojny światowej i nie został odbudowany.  
W dwudziestoleciu międzywojennym majątek leżał w Polsce, w województwie wileńskim, w powiecie duniłowickim (od 1926 postawskim), w gminie Duniłowicze. 
Według Powszechnego Spisu Ludności z 1921 roku zamieszkiwało tu 58 osób, 57 było wyznania rzymskokatolickiego a 1 prawosławnego. Jednocześnie wszyscy mieszkańcy zadeklarowali polską przynależność narodową. Było tu 5 budynków mieszkalnych. W 1931 w 5 domach zamieszkiwało 99 osób.
Miejscowość należała do parafii rzymskokatolickiej w Duniłowiczach. Podlegała pod Sąd Grodzki w Duniłowiczach i Okręgowy w Wilnie; właściwy urząd pocztowy mieścił się w Duniłowiczach.